# Иу (аэропорт)
Аэропорт Иу (кит. упр. 义乌机场, пиньинь Yìwū Jīchǎng, палл. Иу цзичан) — аэропорт городского уезда Иу провинции Чжэцзян КНР.

## Описание
Аэропорт расположен в 5.5 км от центральной части городского уезда.
Аэропорт имеет одну взлетно-посадочную полосу с искусственным покрытием, способен принимать Boeing 737, Airbus A320 и все более лёгкие самолеты.

## История
Взлетно-посадочная полоса аэропорта была построена в 1970 году для тренировок морской авиации. В 1988 году Государственный совет КНР дал разрешение на использование военного аэродрома для нужд гражданской авиации. 1 апреля 1991 года аэропорт Иу был торжественно открыт, с этого дня начали выполняться рейсы гражданской авиации связавшие Иу с городами Гуанчжоу и Сямынь. В 1993 году проводилась реконструкция - взлетно-посадочная полоса была удлинена с 2200 до 2500 метров.
В 2006 году началась масштабная реконструкция аэропорта. В стройку было инвестировано 300 млн. юаней. Был построен двухэтажный пассажирский терминал площадью 18000 кв. м. с 4 телескопическими трапами, площадка для стоянки самолетов площадью 12210 кв. м., площадка для ремонта и обслуживания самолетов площадью 14100 кв. м., здание управления полетами площадью 1592 кв. м., административное здание для China Southern Airlines, а также автомобильная стоянка площадью 9050 кв. м. В сентябре 2009 года новый аэропорт Иу был открыт.
1 июня 2012 года началось строительство международного терминала. Объем инвестиций составил 220 млн. юаней. Строительство было завершено в апреле 2014 года. Международный терминал выполнен в таком же архитектурном стиле как и терминал внутренних линий. Оба терминала соединены в единое здание. За два года строительства был возведен сам терминал площадью 13436 кв. м. с 3 телескопическими трапами, склад временного хранения международного груза площадью 1879 кв. м., а также увеличены площадка для самолетов на 14100 кв. м. и стоянка для автомобилей на 4688 кв. м..
16 августа 2014 года Государственный совет КНР дал разрешение на использование аэропорта в качестве международного. После этого Иу стал первым в стране городским уездом обладающим международной воздушной гаванью и четвертым, после Ханчжоу, Нинбо и Вэньчжоу, международным аэропортом в провинции.
По состоянию на январь 2015 года из аэропорта выполняется только один международный рейс в Гонконг, периодичностью 3 раза в неделю. После торжественного открытия, через СМИ, было заявлено об открытии в ближайшей перспективе рейсов в Объединённые Арабские Эмираты и Южную Корею .

## Авиакомпании и назначения
По состоянию на апрель 2015 года из аэропорта Иу выполняются рейсы по следующим направлениям:

## Транспорт
Транспортное сообщение с центральной частью города осуществляется автобусным маршрутом №102. Стоимость проезда 2 юаня. Интервал движения 20-30 минут. Также доступно такси.
Кроме этого, организованы прямые маршруты в соседние административные единицы:
- Паньань (9 рейсов в день)[5];
- Цзиньхуа (8 рейсов в день) [6];
- Юнкан (4 рейса в день) [7];.

В декабре 2014 года выполнялся междугородный автобусный маршрут до Пуцзяна. Но, из-за низкого пассажиропотока, в том же месяце был отменён.

## Галерея

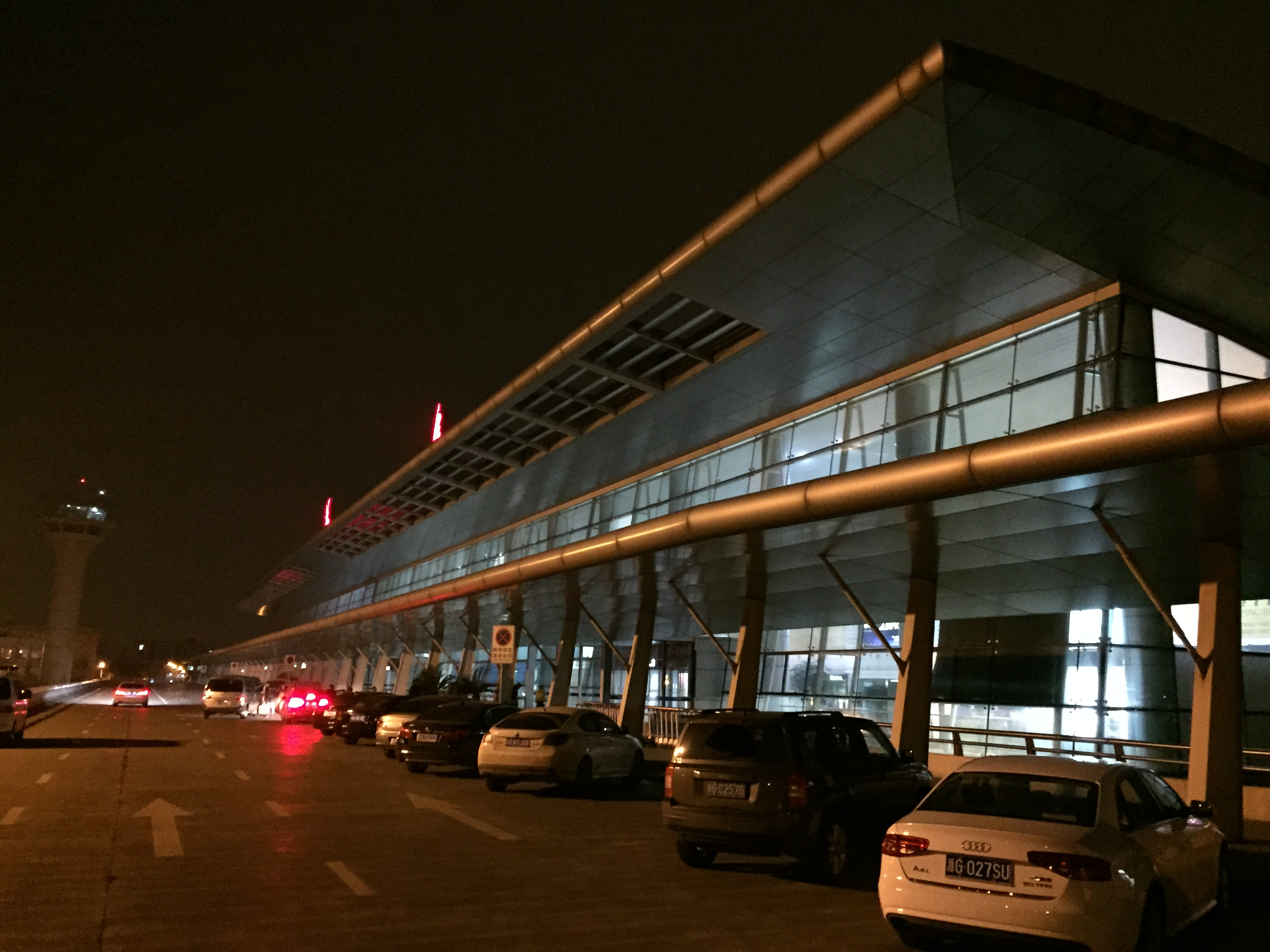
Экстерьер аэропорта вечером
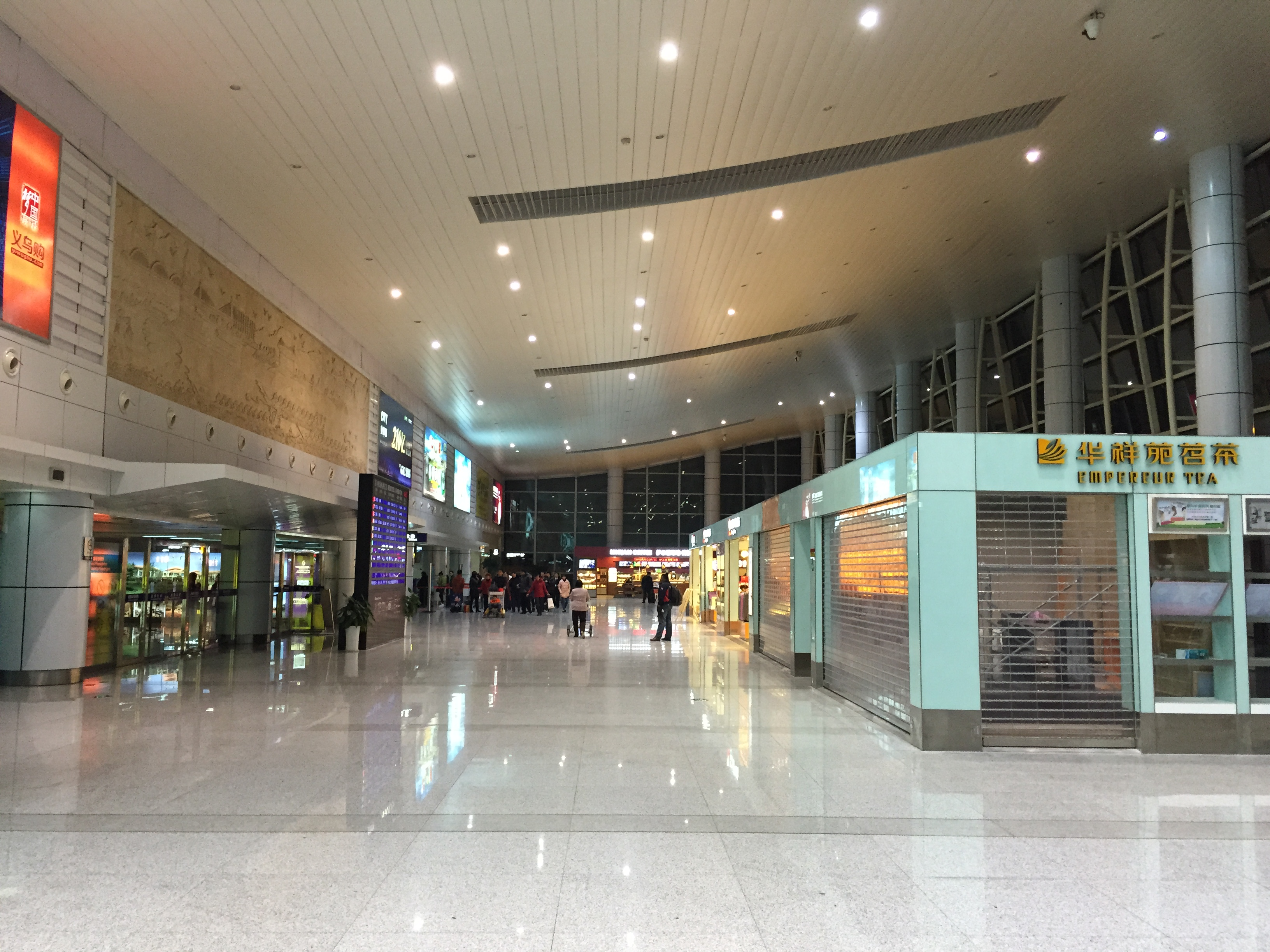
Интерьер зала вылета внутренних линий
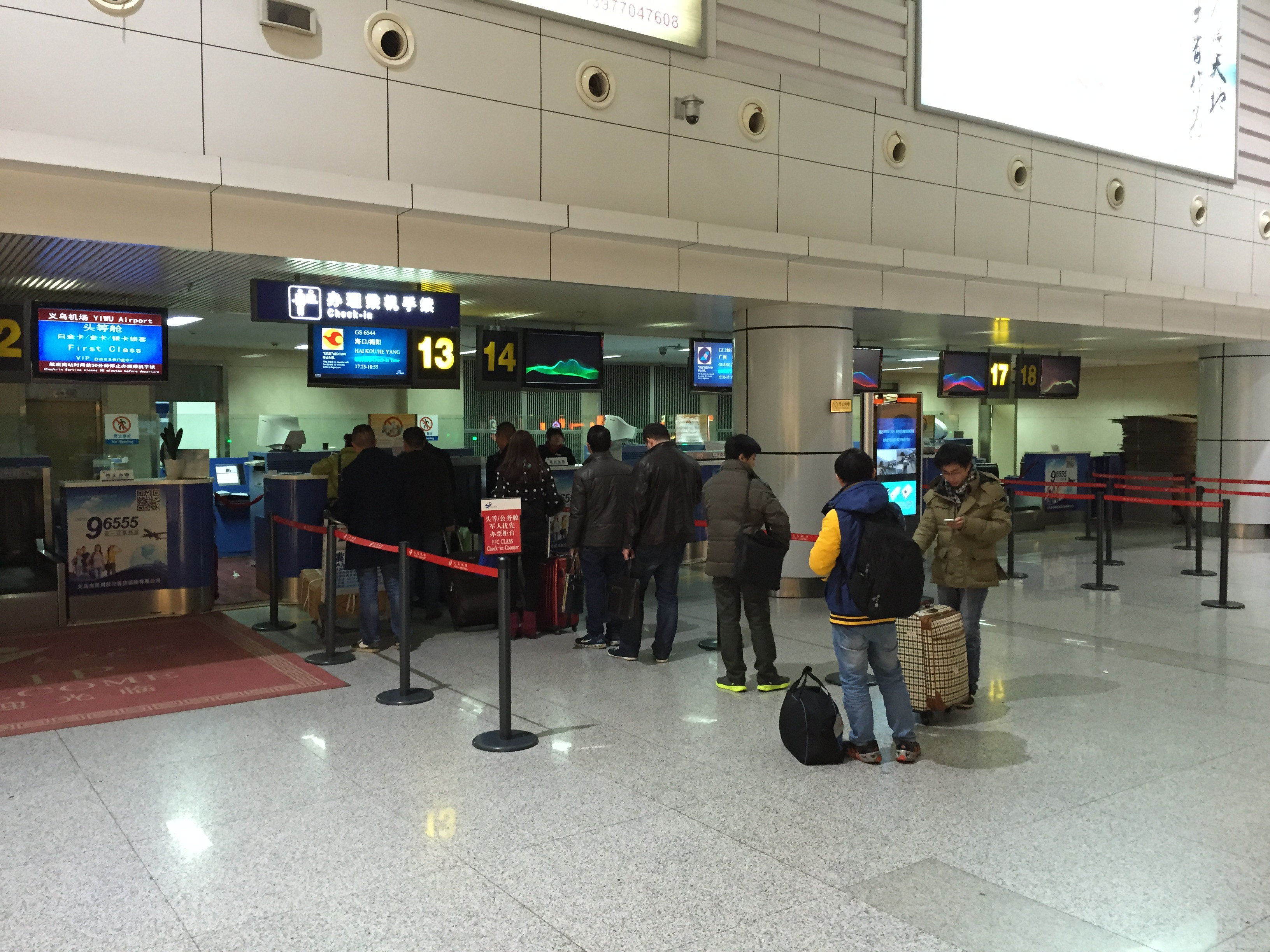
Стойки регистрации в зале вылета внутренних линий
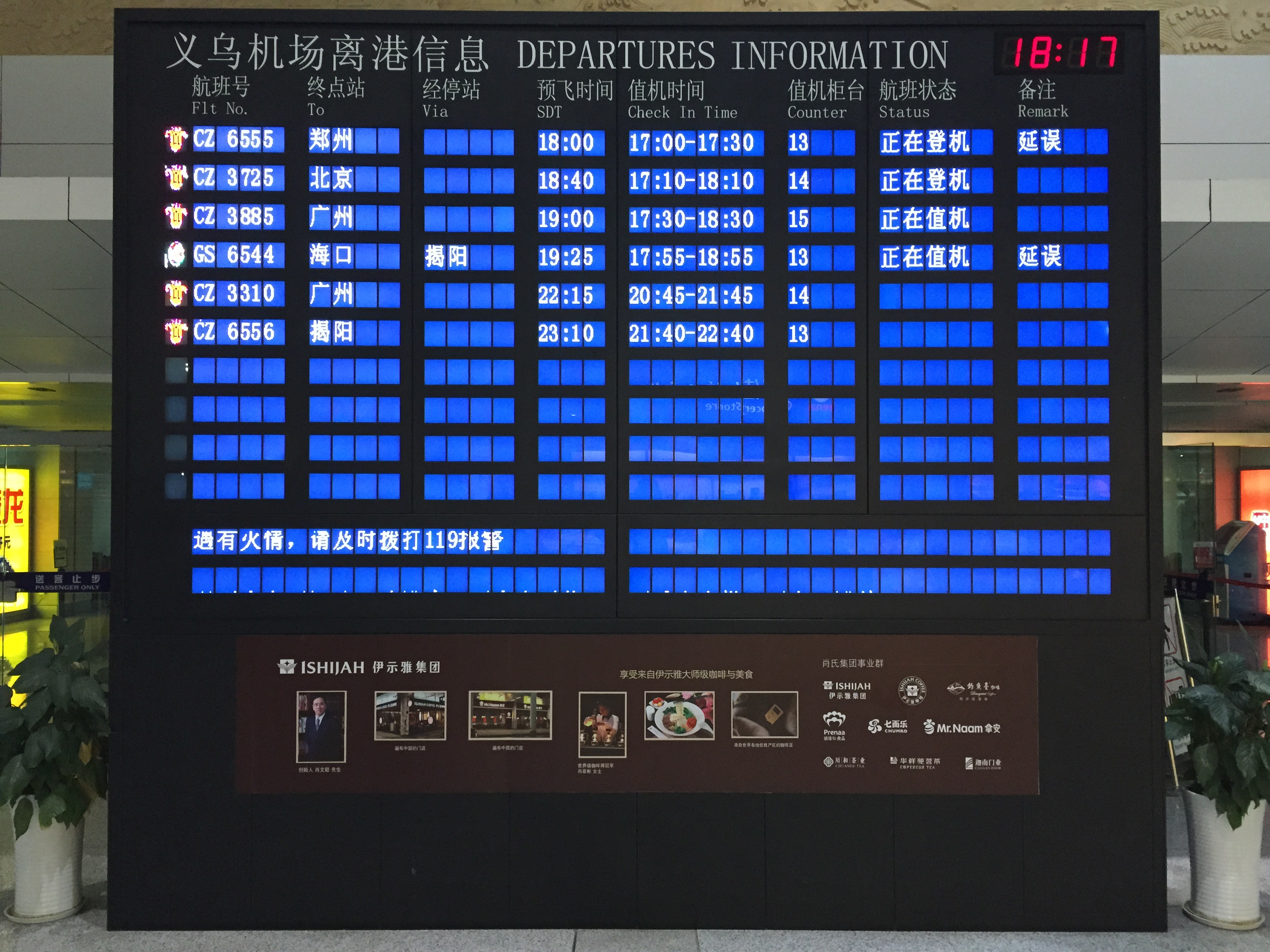
Табло вылета внутренних линий
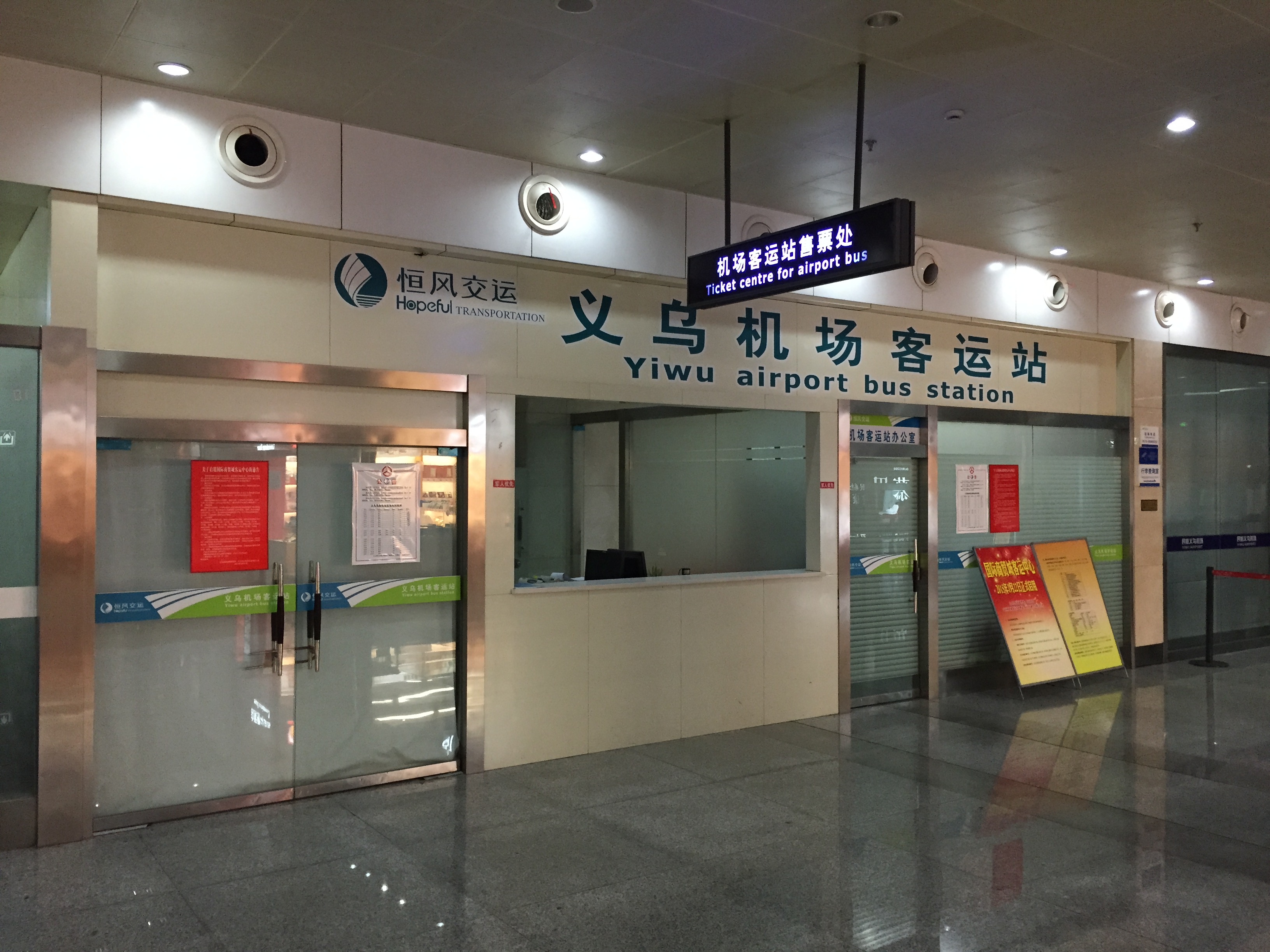
Касса автобусов междугородных маршрутов в зале прилета
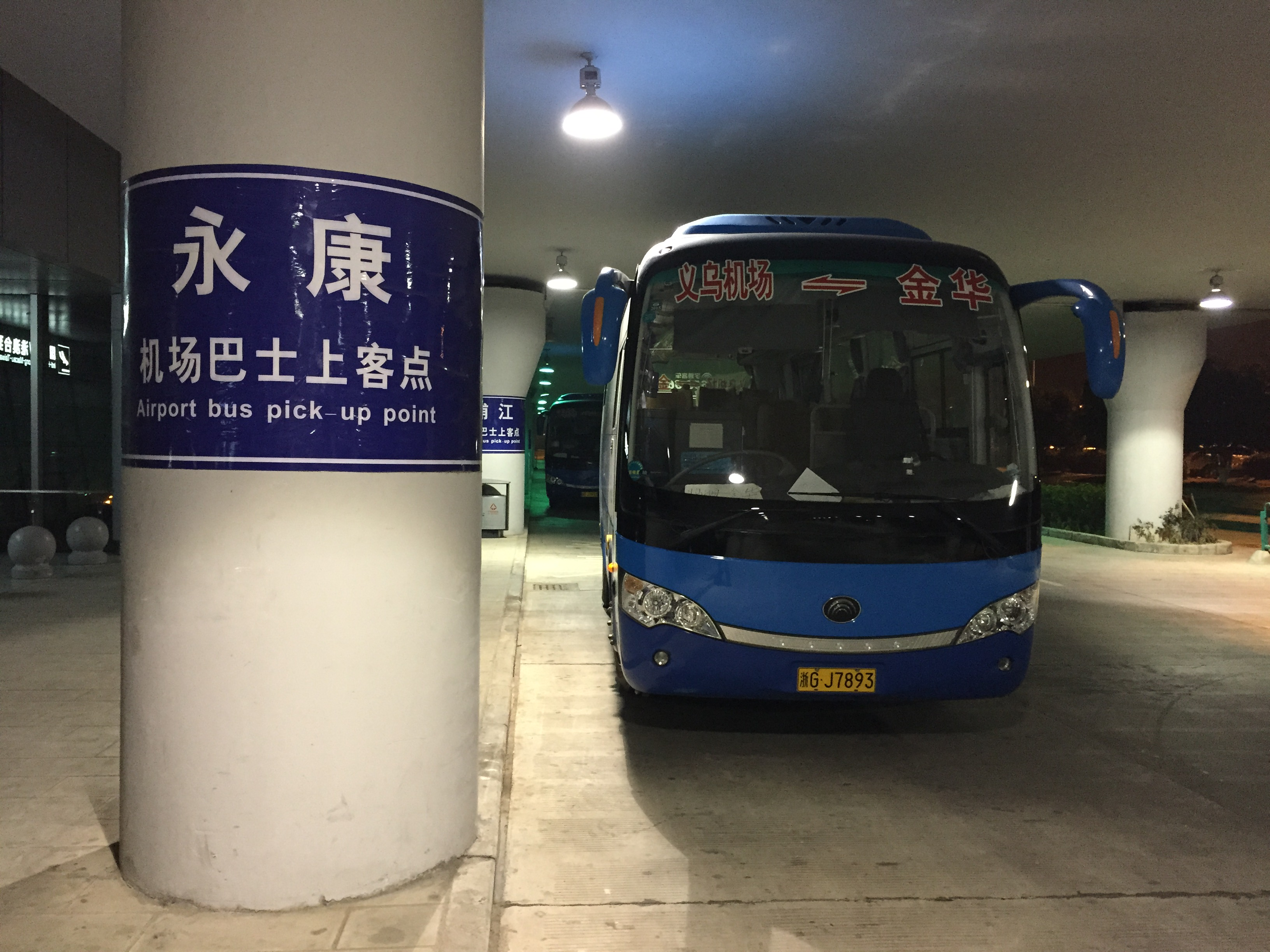
Остановка автобусов междугородных маршрутов. На фото автобус «аэропорт Иу - Цзиньхуа»

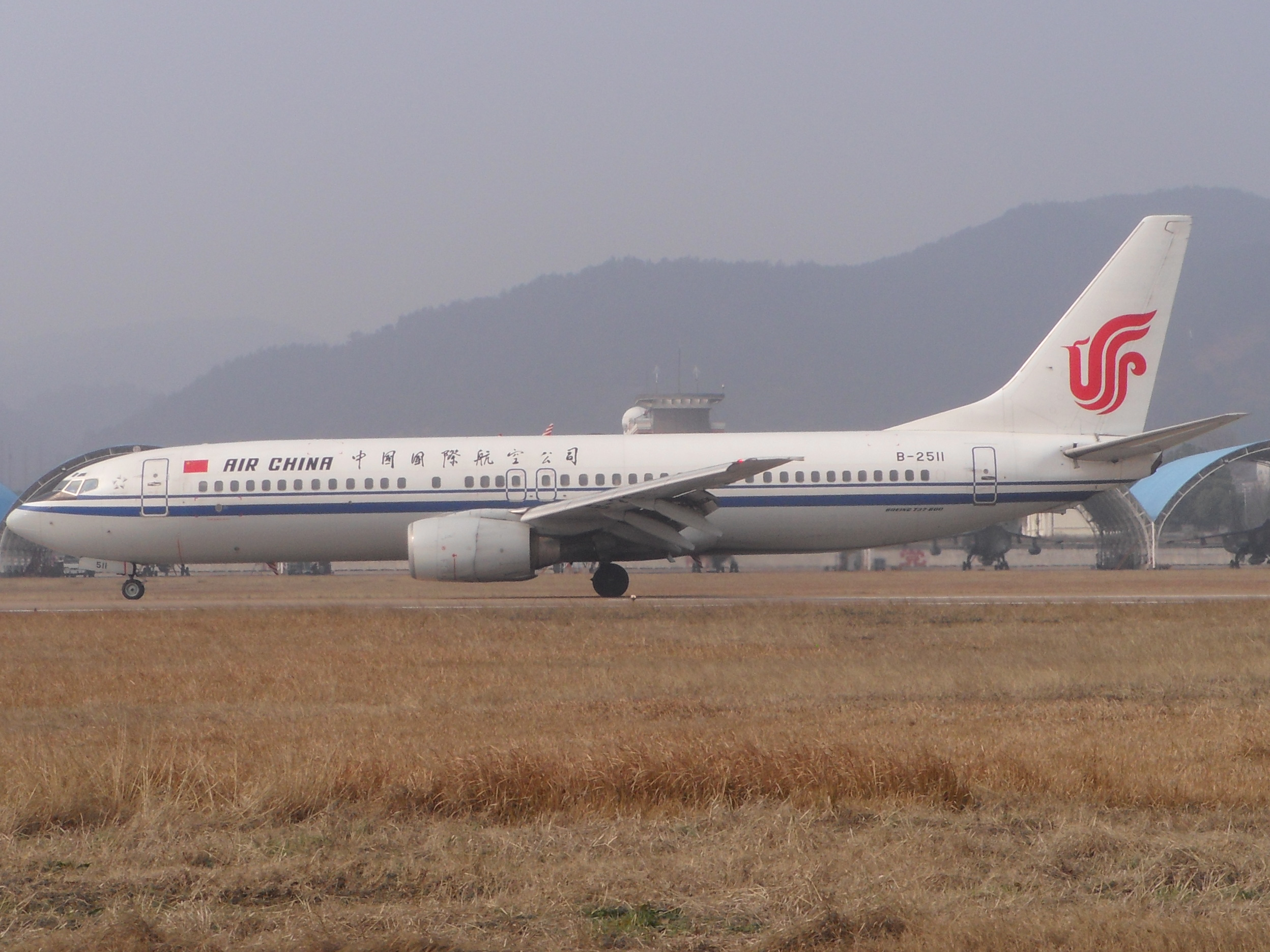
Boeing 737-800 авиакомпании Air China на рулении в аэропорту Иу
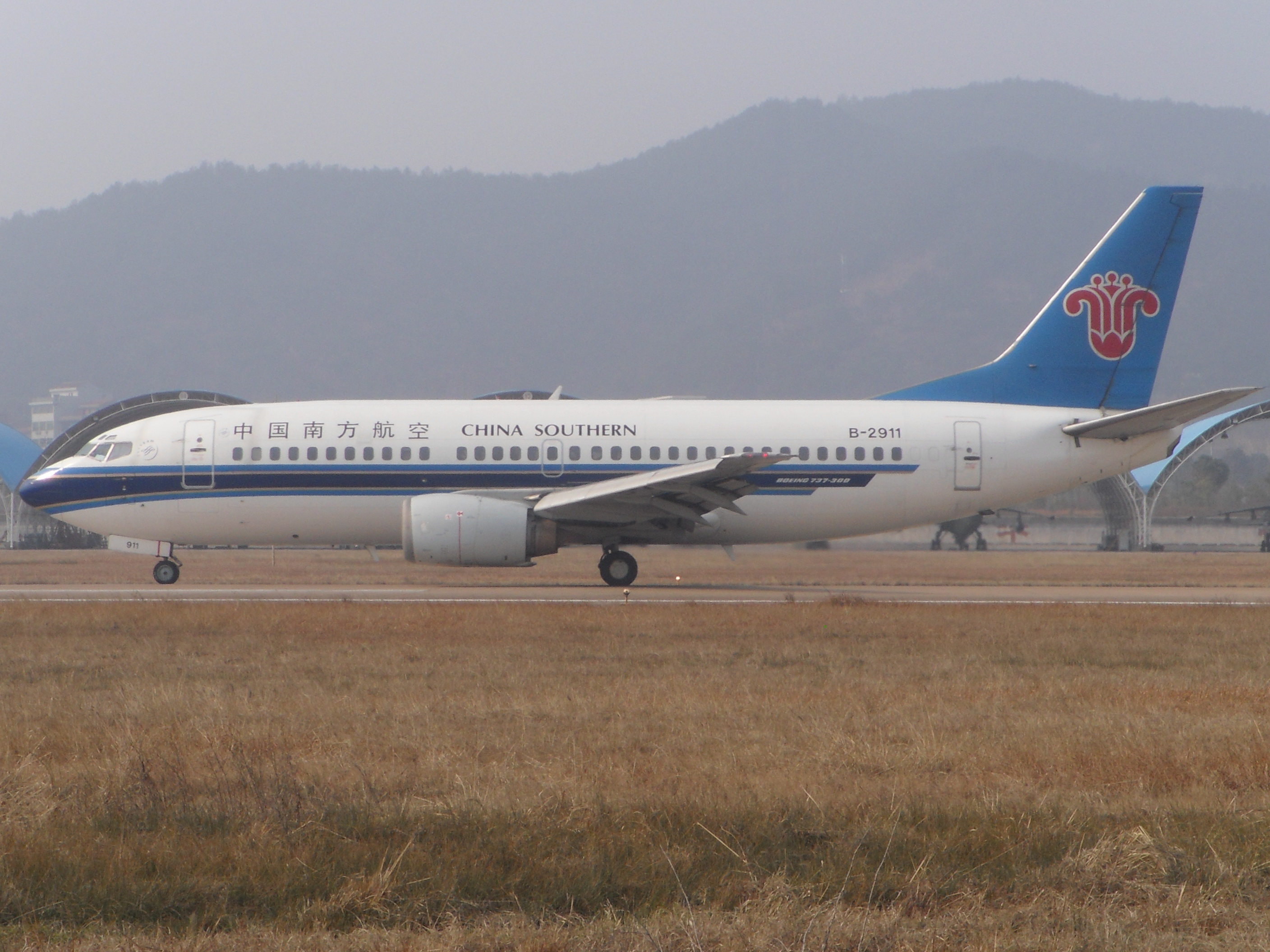
Boeing 737-300 авиакомпании China Southern на рулении в аэропорту Иу
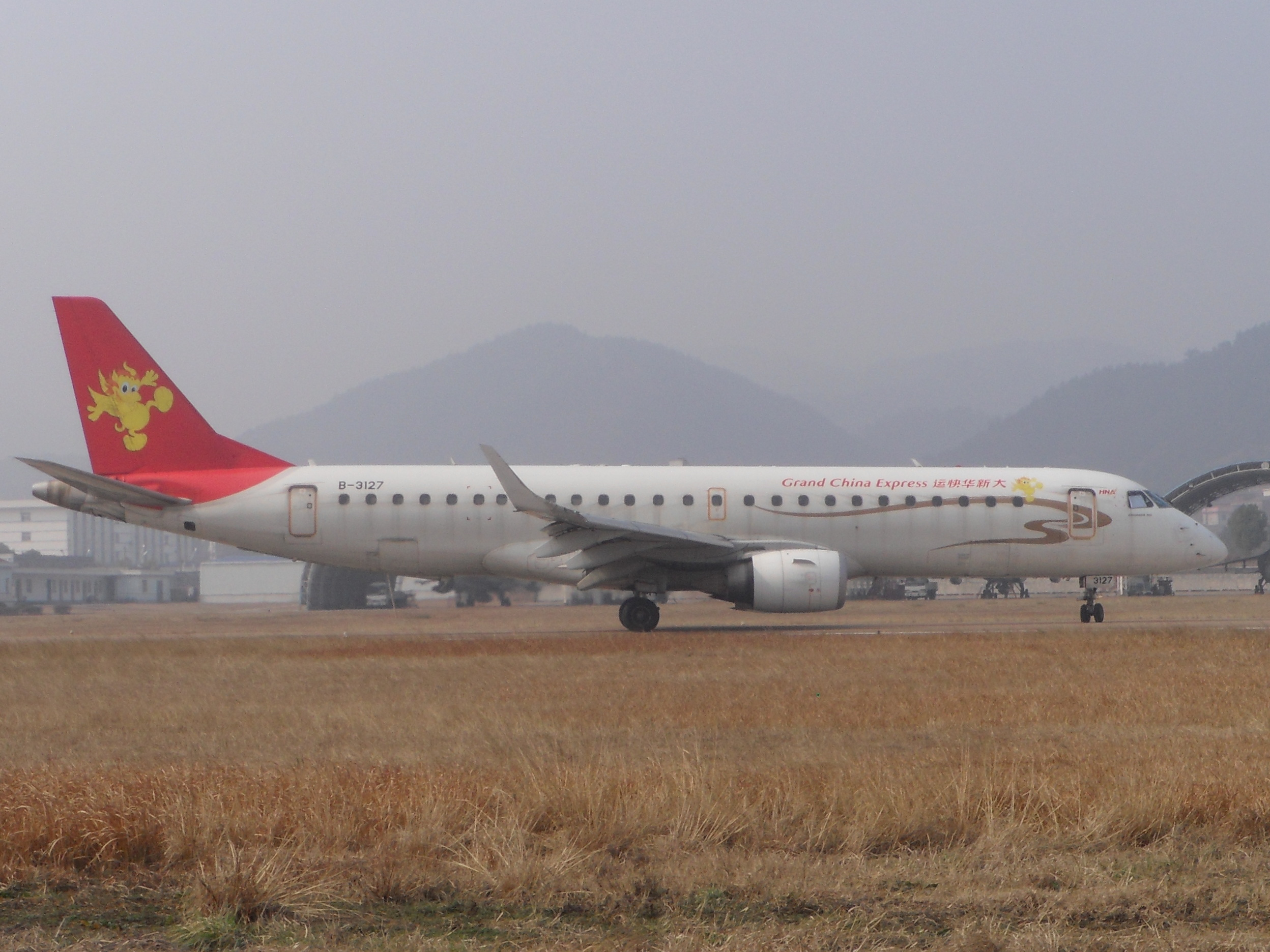
Embraer 190 авиакомпании Tianjin Airlines в старой ливреи Grand China Express на рулении в аэропорту Иу